# Carl Conrad Theodor Litzmann
Carl Conrad Theodor Litzmann (Gadebusch, 7 ottobre 1815 – Berlino, 24 febbraio 1890) è stato un ginecologo tedesco.

## Biografia
Studiò medicina a Halle, Würzburg e Berlino. Nel 1845 diventò professore associato presso l'Università di Greifswald, dove durante l'anno seguente fu nominato professore di patologia e terapia generale. Durante questo periodo pubblicò un libro sullo studio della fisiologia della gravidanza intitolata "Physiologie der Schwangerschaft und des weiblichen Organismus überhaupt" (1846). Nel 1849 divenne professore di ostetricia e direttore della Frauenklinik di Kiel. Nel 1862 riceve il titolo di Etatsrat.
Nel 1862 il suo trattato sull'osteomalacia, "Beiträge zur Kenntniss der Osteomalacie", fu tradotto in inglese e pubblicato come "Contributions to the knowledge of osteomalacia".
È ricordato per il suo lavoro in pelvimetria e tra i suoi migliori scritti vi fu un'edizione di Gustav Adolf Michaelis "Das Enge Becken: nach eigenen Beobachtungen und Untersuchungen". Nel 1884 Litzmann pubblicò "Die Geburt bei im Becken: nach eigenen Beobachtungen und Untersuchungen".
Nel 1885 ritornò a Berlino, dove dedicò il suo tempo alle attività letterarie; pubblicò "E Geibel, aus Erinnerungen, Briefen und Tagebüchern" (Emanuel Geibel, da memorie, lettere e diari; 1887) e "Friedrich Hölderlins Leben in Briefen von und an Hölderlin" (la vita di Friedrich Hölderlin 1890).